# Diferenciación magmática
La diferenciación magmática es el proceso que cambia la composición química de los magmas y sus rocas derivativas. Las tres principales formas de cambiar la composición de un magma, es decir diferenciarlo, es mediante cristalización fraccionada, contaminación (o asimilación) cortical y mezcla de magmas distintos. También se han postulado otros procesos de diferenciación magmática como la separación de fases líquidas.